# تشارلز علي
تشارلز علي (بالإنجليزية: Charles Ali)‏ هو لاعب كرة قدم أمريكية أمريكي، ولد في 23 أغسطس 1984 في سانت لويس في الولايات المتحدة.

## وصلات خارجية
- تشارلز علي على موقع مرجع كرة القدم المحترفة.كوم (الإنجليزية)
- تشارلز علي على موقع JustSportsStats.com (الإنجليزية)